# Sam Vines
Samuel Marqus Lloyd „Sam” Vines (ur. 31 maja 1999 w Colorado Springs) – amerykański piłkarz grający na pozycji lewego obrońcy. Od 2024 jest zawodnikiem klubu Colorado Rapids.

## Kariera klubowa
Swoją karierę piłkarską Vines rozpoczynał w klubie Pride SC. Następnie w 2013 roku podjął treningi w Colorado Rapids. W 2017 roku został zawodnikiem Charlotte Independence, ale nie zadebiutował w nim. W 2018 roku powrócił do Colorado Rapids i 21 października 2018 zadebiutował w nim w Major League Soccer w zremisowanym 0:0 wyjazdowym meczu z San Jose Earthquakes. W tym samym roku został wypożyczony do Charlotte Independence, w którym swój debiut w USL Championship zaliczył 18 marca 2018 w wygranym 4:1 domowym meczu z Ottawą Fury. W 2019 roku wrócił do Colorado Rapids i grał w nim do sierpnia 2021.
5 sierpnia 2021 Vines został zawodnikiem belgijskiego Royalu Antwerp FC, do którego przeszedł za 1,8 miliona euro. Swój debiut w nim zanotował 29 sierpnia 2021 w zremisowanym 2:2 domowym meczu z Oud-Heverlee Leuven. W sezonie 2022/2023 wywalczył z Royalem dublet - mistrzostwo i Puchar Belgii.
W 2024 Vines wrócił do Colorado Rapids.
| Sezon   | Klub                   | Kraj              | Rozgrywki        | Mecze | Gole |
| ------- | ---------------------- | ----------------- | ---------------- | ----- | ---- |
| 2016    | Charlotte Independence | Stany Zjednoczone | USL Championship | 0     | 0    |
| 2017    | Colorado Rapids        | Stany Zjednoczone | MLS              | 1     | 0    |
| 2018    | Charlotte Independence | Stany Zjednoczone | USL Championship | 29    | 0    |
| 2018    | Colorado Rapids        | Stany Zjednoczone | MLS              | 26    | 0    |
| 2019    | Colorado Rapids        | Stany Zjednoczone | MLS              | 18    | 1    |
| 2021    | Colorado Rapids        | Stany Zjednoczone | MLS              | 8     | 1    |
| 2021/22 | Royal Antwerp FC       | Belgia            | Eerste klasse A  | 24    | 0    |
| 2022/23 | Royal Antwerp FC       | Belgia            | Eerste klasse A  | 15    | 1    |
| 2023/24 | Royal Antwerp FC       | Belgia            | Eerste klasse A  | 5     | 1    |

## Kariera reprezentacyjna
W reprezentacji Stanów Zjednoczonych Vines zadebiutował 1 lutego 2020 roku w wygranym 1:0 towarzyskim meczu z Kostaryką, rozegranym w Carson. W 77. minucie tego meczu został zmieniony przez Chase’a Gaspera. W 2021 roku został powołany do kadry Stanów Zjednoczonych na Złoty Puchar CONCACAF 2021. Stany Zjednoczone wygrały ten puchar, a Vines rozegrał na nim 5 meczów: grupowe z Haiti (1:0), z Kanadą, ćwiercfinał z Jamajką (1:0), półfinał z Katarem (1:0) i finał z Meksykiem (1:0).